# ژان لورین فلورسکو
ژان لورین فلورسکو (رومانیایی: Jean Lorin Florescu؛ زاده ۵ می ۱۹۲۷ – ۱۹۹۲) بازیگر اهل رومانی بود.

## گزیدهٔ نقش‌آفرینی‌ها

### سینما
- رز زرد (۱۹۸۳)
- استفن کبیر - واسلویی ۱۴۷۵ (۱۹۷۵)
- کمیسر متهم می‌کند (۱۹۷۳)
- با دست‌های پاک (۱۹۷۲)
- میهای دلیر (۱۹۷۱)
- هفت مرد و یک بدکاره (۱۹۶۷)

### تلویزیون
- بادبان‌های برافراشته (۱۹۷۷)